# Ataenius montanus
Ataenius montanus är en skalbaggsart som beskrevs av Schmidt 1911. Ataenius montanus ingår i släktet Ataenius och familjen Aphodiidae. Inga underarter finns listade.